# Nudina artaxidia
Nudina artaxidia là một loài bướm đêm thuộc phân họ Arctiinae, họ Erebidae.